# Дидигов, Мухарбек Ильясович
Мухарбек Ильясович Дидигов (ингуш. Дидиганаькъан Илеза Мухарбик; род. 21 октября 1952, Целиноград, Казахская ССР) — советский инженер, российский политический и государственный деятель, председатель правительства Ингушетии (1994—1996), член Совета Федерации (2009—2011 и 2013—2018).

## Биография
Родился 21 октября 1952 года в Целинограде Казахской ССР (ныне — Нур-Султан, Республика Казахстан). Окончил школу в Назрани (Чечено-Ингушская АССР). С 1969 по 1970 год работал фрезеровщиком на заводе «Электроинструмент» в Назрани, в 1970—1972 годах проходил действительную службу в Советской армии. В 1978 году окончил Грозненский государственный нефтяной институт по специальности «инженер-механик». С 1978 по 1986 год — мастер, старший прораб монтажного управления треста «Ставропольтехмонтаж» (г. Тырныауз, Кабардино-Балкария). В 1986—1988 занимал должность заместителя начальника Кавказского производственно-распорядительного управления Министерства монтажных и специальных строительных работ СССР (Нальчик). С 1988 по 1991 год был заведующим производственным отделом, затем заместителем начальника Кавказского территориального координационно-информационного центра Минмонтажспецстроя (Москва). В 1991 году получил диплом Академии народного хозяйства при Совете министров СССР. В 1991—1993 годах являлся заместителем начальника Кавказского территориального монтажного комплекса министерства (Нальчик).
С октября 1993 по март 1994 года являлся первым заместителем председателя Совета министров Ингушской Республики Тамерлана Дидигова. 21 марта 1994 года занял должность председателя правительства Республики Ингушетия. Его кандидатура была утверждена Народным собранием по представлению президента Ингушетии Р. С. Аушева. 9 декабря 1996 года кабинет министров республики был отправлен в отставку с формулировкой «в связи с неудовлетворительной работой по управлению социально-экономическими процессами в республике, осуществлению руководства органами государственного управления, исполнению иных конституционных полномочий».
24 февраля 1997 года назначен заместителем полномочного представителя президента РФ в Чечне В. С. Власова.
С 2001 по 2003 год возглавлял департамент строительства нефтегазового комплекса по Северному Кавказу ОАО «Роснефтегазстрой». В 2003—2005 годах — первый заместитель руководителя главного управления «Монтажкомплектинвест» корпорации «Монтажспецстрой». В 2005—2006 годах — заместитель, первый заместитель генерального директора ОАО «Компания Мособлстрой». В 2006—2007 годах — заместитель генерального директора по производственной деятельности ООО «Промстроймонтаж». С 2007 по 2008 год — заместитель генерального директора по работе с трансгазами ОАО «Спецгазремстрой» корпорации «Газпром». С 2008 по 2009 год — главный инженер, заместитель генерального директора ООО «Стройфининвест».
Указом президента Ингушетии от 30 марта 2009 года № 72 назначен членом Совета Федерации от исполнительного органа власти Республики Ингушетия. Постановлением Совета Федерации от 13 мая 2009 года № 152-СФ полномочия Дидигова подтверждены. Входил в состав Комиссии по взаимодействию со Счётной палатой РФ. Являлся членом Комиссии по жилищной политике и жилищно-коммунальному хозяйству, заместителем председателя Комитета по финансовым рынкам и денежному обращению.
Постановлением Совета Федерации от 27 декабря 2011 года № 544-СФ полномочия Дидигова досрочно прекращены с 9 декабря 2011 года.
В декабре 2011 года избран председателем Народного собрания Ингушетии.
9 сентября 2013 года указом президента Ингушетии вновь назначен членом Совета Федерации. В ноябре 2014 года назначен полномочным представителем Совета Федерации в правительстве России. Избран заместителем председателя Комитета Совета Федерации по обороне и безопасности.
9 сентября 2018 года переизбранный депутатами Народного собрания на новый срок президент Евкуров назначил новым сенатором от исполнительного органа власти Ингушетии Мусу Чилиева.

## Награды
Имеет государственные награды:
- Почётное звание «Заслуженный строитель Российской Федерации» (2008)
- Орден Дружбы (2015)